# Mikael Persbrandt
Mikael Åke Persbrandt (født 25. september 1963 i Jakobsberg i Stockholms län, Sverige) er en svensk film-, tv- og teaterskuespiller. Han har medvirket i opsætninger bl.a. på Dramaten i Stockholm og har haft mange film- og tv-roller, bl.a. i filmene om politimanden Martin Beck og i flere film af den danske instruktør Simon Staho.

## Filmografi
- Hammarskjöld (2023) - Dag Hammarskjöld
- Sex Education (2019) - Jakob Nymann
- Hobitten: Ud og hjem igen (2014) – Beorn
- The Salvation (2014) – Peter
- En du elsker (2014) – Thomas Jacob
- Hobitten: Dragen Smaugs ødemark (2013) – Beorn
- Mig äger ingen (2013) – Hasse
- Hypnotisøren (2012) – Erik Maria Bark
- Hamilton: men inte om det gäller din dotter (2012) – Carl Hamilton
- Hamilton: i nationens interesse (2012) – Carl Hamilton
- Någon annanstans i Sverige (2011) – Stefan
- Stockholm Östra (2011) – Johan
- Hævnen (2010) – Anton
- Maria Larssons evige øjeblik (2008) – Sigfrid
- Himlens hjerte (2008) – Lars
- Kautokeino oprøret (2008) – Carl Johan Ruth
- Solstorm (2007) – Thomas Söderberg
- Ett öga rött (2007)
- Gangster (2007) – Thomas
- One Way (2006) – Tomas Gaal
- Inga tårar (2006) – Lars
- Sök (2006) – Björn
- Tjocktjuven (2006) – Præst
- Bang Bang Orangutang (2005) – Åke
- Som man reder… (2005) – Jocke
- Dag og nat (2004) – Thomas
- Tre sole (2004) – Ulf
- Tito er død (2003) – Kullmann
- Rånerna (2003) – Frank
- Alle elsker Alice (2002) – Johan Lindberg
- Øyenstikker (2001) – Kullmann
- Gossip (2000) – Åke Frigårdh
- Vuxna människor (1999) – Georg
- Dödlig drift (1999) – Andreas Persson
- Hela härligheten (1998) – Glenn
- Den sidste kontrakt (1998) – Roger Nyman
- Under ytan (1997) – Roffe
- Bjørnens søn (1997) – Hjorth
- 9 millimeter (1997) – Konstantin
- Ellinors bröllop (1996) – C O
- Sommeren (1995) – Peter